# Мамонское муниципальное образование
Мамонское муниципальное образование — сельское поселение в Иркутском районе Иркутской области России. Административный центр — село Мамоны.
Границы сельского поселения определены законом «О статусе и границах муниципальных образований Иркутского района Иркутской области».

## Население
| 2010  | 2011  | 2012  | 2013  | 2014  | 2015  | 2016  |
| ----- | ----- | ----- | ----- | ----- | ----- | ----- |
| 4003  | ↗4030 | ↘4029 | ↗4178 | ↗4408 | ↗4893 | ↗5371 |
| 2017  | 2021  |       |       |       |       |       |
| ↗6070 | ↗8334 |       |       |       |       |       |

## Населенные пункты
В состав муниципального образования входят населенные пункты: 
| № | Населённый пункт | Тип населённого пункта       | Население |
| - | ---------------- | ---------------------------- | --------- |
| 1 | Вдовина          | заимка                       | ↘75       |
| 2 | Малая Еланка     | деревня                      | ↘776      |
| 3 | Мамоны           | село, административный центр | ↗7272     |